# Ma’arrzajta
Ma’arrzajta (arab. معرزيتا) – miejscowość w Syrii, w muhafazie Idlib. W 2004 roku liczyła 2707 mieszkańców.